# Lars-Erik Forslin
Lars-Erik Forslin född 12 november 1885 i Älgered, Bergsjö församling, död 17 mars 1973 i Borgsjö, var en svensk fiolspelman.
Som ung blev han tagen av fiolspel och fick vi åtta års ålder sina första lärospån av en storebror. Senare gick han i lära hos spelmän som bland andra Ferm-Pelle i Knoppe, Daniel Åslund i Älvsund och Korp-Erik Olsson som då bodde i Fiskvik.
Forslin gjorde sitt första framträdande inför en större publik (15000) vid spelmanstävlingen i Delsbo 1908 och fick ett extrapris på 10 kronor. Året därpå var det spelmanstävling i Bollnäs och nu gick det bättre; Forslin lade nämligen - tillsammans med Jon-Erik Hall och Pelle Schenell – beslag på förstapriset. Forslin hade till tävlingen komponerat en polska som gjorde ärkebiskop Nathan Söderblom så begeistrad att han krävde att få den tillägnad sig. Söderblom hälsade efter detta ofta på Forslin i hemmet i Älgered. Detta blev starten på en framgångsrik spelmanskarriär för Lars-Erik Forslin, som kom att delta i riksspelmansstämmor och turnéer tillsammans med landets största spelmän.
Forslin turnerade med bland andra Thore Härdelin d.ä. och Jon-Erik Hall. Med den sistnämnde var han ute från 1923 och sju år framåt. Men allt turnerande hade ett pris. Forslin blev tvungen att sälja hemmanet i Älgered, för att 1931 flytta till Stöde, där han också bedrev jordbruk. Efter sju år beslöt sig Forslin för att bli prästgårdsarrendator i Erikslund, Borgsjöbyn, där han också bodde fram till sin död.
Forslin har förutom sina egna kompositioner varit en viktig förmedlare av Bergsjös äldre spelmansrepertoar. Förutom sina läromästare har han bland annat förmedlat låtar efter Per Majström, Skomakarn', Hägg-Erske. Det finns både inspelningar och uppteckningar efter honom.
Bland alla de utmärkelser och plaketter Forslin fick under sin levnad märks bland annat Zornmärket i silver (1927), vilket berättigar till titeln riksspelman och Zornmärket i guld (1965) "För genuint låtspel och framgångsrikt främjande av spelmanstraditionen".